# Carn de foca

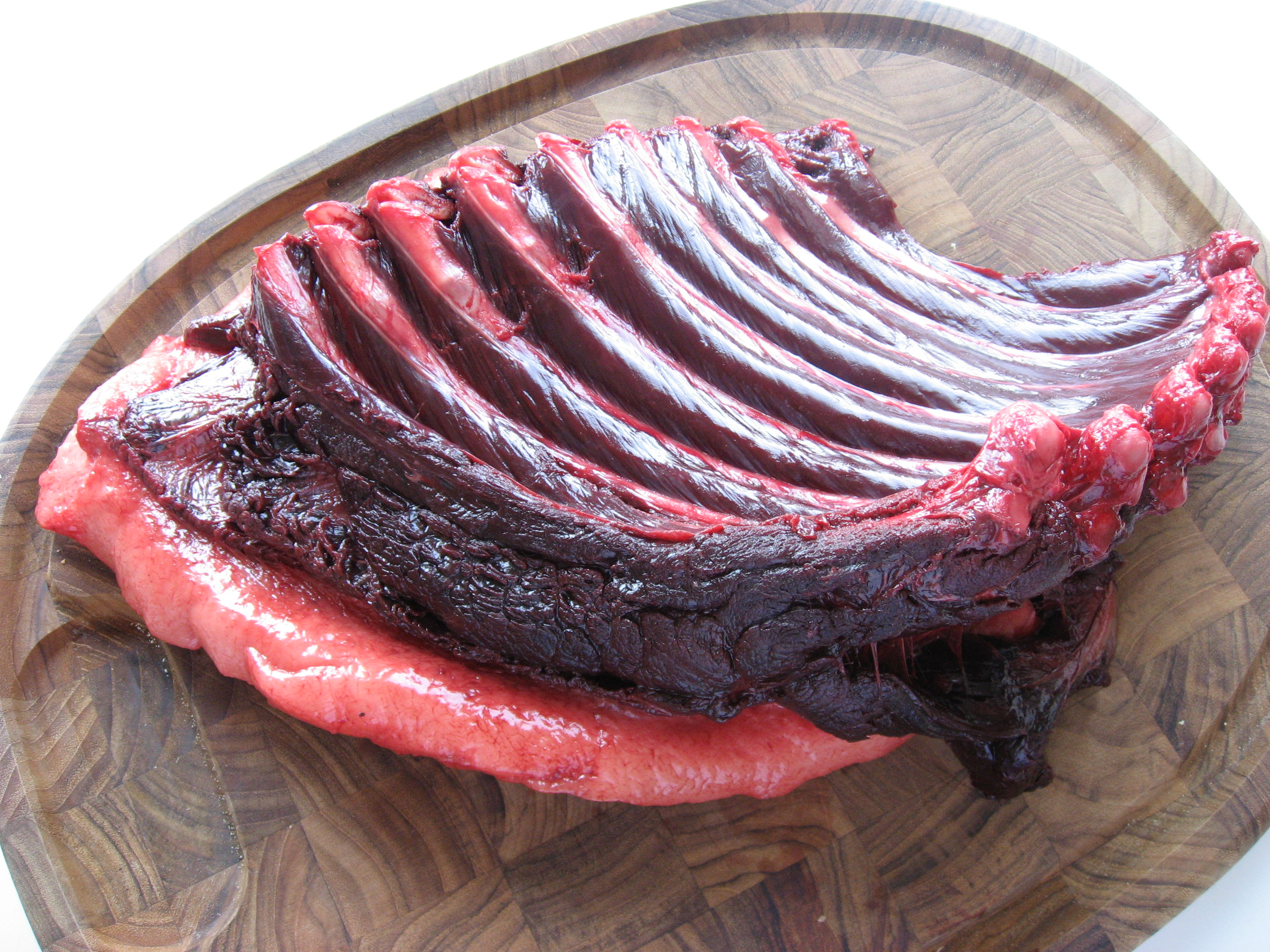
Carn d'una foca de Groenlàndia jove

La carn de foca és la carn (incloent-hi el greix i els òrgans) obtinguda de les foques. És pobra en lípids i rica en proteïnes, ferro i àcids grassos omega 3, tot i que el contingut nutritiu exacte varia d'una espècie a l'altra. La caça de foques, sia per obtenir-ne la carn o per a altres aplicacions, suscita una forta polèmica. El consum de carn de foca ha estat relacionat amb l'expansió de la tuberculosi entre els pobles amerindis fa uns 6.000 anys. Els inuits tradicionalment se l'han menjat crua.